# Angelo Celsi

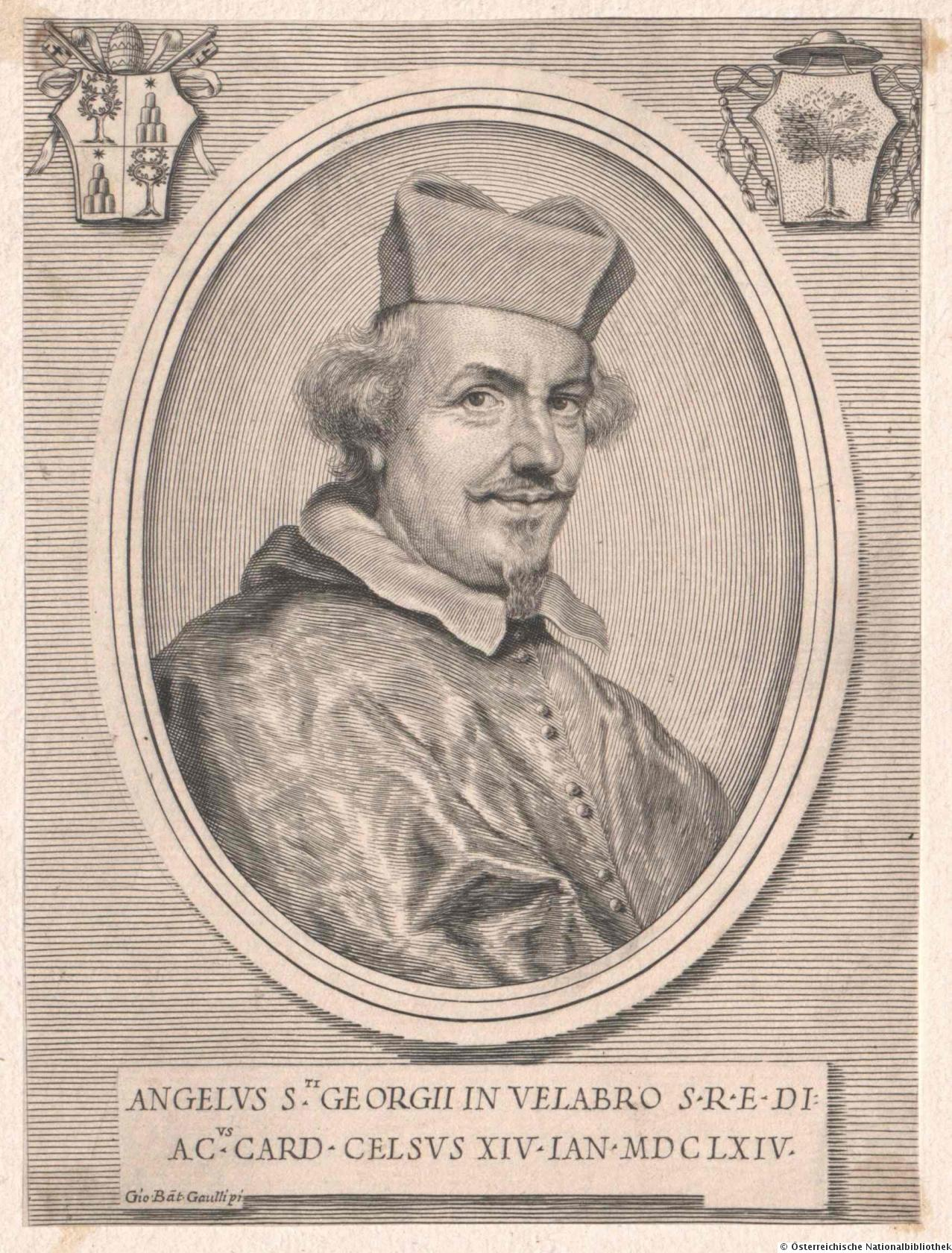
Angelo Kardinal Celsi (Stich 17. Jh.)

Angelo Celsi (* um 1600 in Rom; † 6. November 1671 ebenda) war ein italienischer Kardinal.

## Biografie
Celsi wurde um 1600 in Rom als Sohn von Ortensio und Porzia Monaldeschi geboren. Als Angehöriger einer Adelsfamilie ist er entfernt mit den Kardinälen Bernardino Spada und Ulderico Carpegna verwandt. Nach seinem Studienabschluss in utroque iure begann er seine kirchliche Laufbahn als Auditor der Römischen Rota und als Referendar in der Apostolischen Signatur.
Im Konsistorium vom 14. Januar 1664 wurde er von Papst Alexander VII. zum Kardinaldiakon mit der Titeldiakonie San Giorgio in Velabro erhoben. Ab 1668 erhielt er die Titeldiakonie Sant’Angelo in Pescheria. Von 1664 bis 1671 war er Präfekt der Konzilskongregation.
Celsi nahm an den Konklaven von 1667 und von 1669–1670 teil.
Er starb am 6. November 1671 in Rom und wurde in der Familiengruft in der Kirche Il Gesù in Rom beigesetzt.